# تشارلز دودلي وارنر
تشارلز دودلي وارنر (بالإنجليزية: Charles Dudley Warner)‏ (12 سبتمبر 1829، مقاطعة هامبشاير في الولايات المتحدة - 20 أكتوبر 1900، هارتفورد في الولايات المتحدة)؛ كاتب، ممثل وروائي أمريكي.

## روابط خارجية
- تشارلز دودلي وارنر على موقع إن إن دي بي (الإنجليزية)